# 築港八幡町
築港八幡町（ちっこうやわたまち）は、大阪府堺市堺区にある地名。丁を持たない単独町名である。住居表示は未実施。

## 地理
堺市の北端に位置する。東は松屋大和川通・緑町・三宝町、南は塩浜町、西は匠町、北は大和川を挟んで大阪市住之江区に接する。

### 河川
- 大和川
  - 大和川橋梁（阪神高速4号湾岸線）

### 海洋
- 大阪湾
  - 堺泉北港

## 歴史

### 沿革
- 1961年（昭和36年）、堺市築港北町・築港中町と松屋大和川通1 - 7丁・緑町1 - 6丁・三宝町1 - 10の各一部より成立[6]。同年、当地に八幡製鐵が堺製鐵所を開設した（2020年現在では、日本製鉄関西製鉄所の一部となっている）。
- 1970年（昭和45年）11月9日、堺共同火力発電所の貯油タンクと送油管の継ぎ目が外れ重油が敷地外へ流出。約450キロリットルが大和川に達したため回収作業が行われた[7]。
- 2006年（平成18年）、堺市が政令指定都市に移行し、行政区を設置。築港八幡町は堺区の所属となる。
- 2008年（平成20年）、築港八幡町の一部をもって匠町が分立した[8]。

## 世帯数と人口
2024年（令和6年）3月31日現在の世帯数と人口は以下の通りである。
| 町名       | 世帯数 | 人口 |
| ---------- | ------ | ---- |
| 築港八幡町 | 29世帯 | 29人 |

## 学区
市立小・中学校に通う場合、学区は以下の通りとなる。
| 町名       | 番地 | 小学校           | 中学校           |
| ---------- | ---- | ---------------- | ---------------- |
| 築港八幡町 | 全域 | 堺市立三宝小学校 | 堺市立月州中学校 |

## 事業所
2021年（令和3年）現在の経済センサス調査による事業所数と従業員数は以下の通りである。
| 町名       | 事業所数  | 従業員数 |
| ---------- | --------- | -------- |
| 築港八幡町 | 111事業所 | 4,404人  |

## 交通

### バス
2024年現在
- 南海バス[11]
  - 16・17系統：堺浜北 - Jグリーン堺南口 - 堺浜 - 堺浜シーサイドステージ - 八幡町 - 塩浜町
  - 16C系統：堺浜  → Jグリーン堺南口  → 堺浜シーサイドステージ → 八幡町
  - 70・71系統：Jグリーン堺クラブハウス前
  - 78系統：堺浜シーサイドステージ → 堺浜 → Jグリーン堺南口 → 堺浜北
  - 81・83・84・85系統：塩浜町
  - 91系統：堺浜北 - 堺浜南

### 道路
- 阪神高速4号湾岸線 - 三宝出入口
- 阪神高速6号大和川線 - 三宝出入口

## 施設
- 堺浜シーサイドステージ
- 堺市立サッカー・ナショナルトレーニングセンター
- 堺浜一号公園
- 日本製鉄堺体育館
- 堺万博P&R駐車場B - 2025年日本国際博覧会（大阪・関西万博）来場者向け駐車場。万博会場までシャトルバスで結ばれている[12]。

## 郵便
- 郵便番号：590-0901[3]（集配局：堺郵便局[13]）。

## ギャラリー

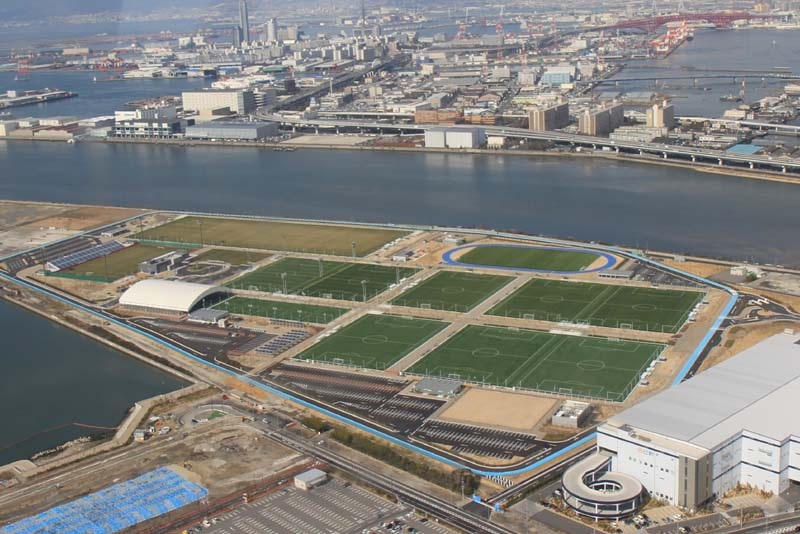
堺市立サッカー・ナショナルトレーニングセンター